# Måckatjärnen
Måckatjärnen är en sjö i Örebro kommun i Närke och ingår i Göta älvs huvudavrinningsområde. Sjön har en area på 0,0737 kvadratkilometer och ligger 220,5 meter över havet. Sjön avvattnas av vattendraget Valån (Kärmälven).

## Delavrinningsområde
Måckatjärnen ingår i det delavrinningsområde (657764-144523) som SMHI kallar för Utloppet av Gilsåssjön. Medelhöjden är 214 meter över havet och ytan är 6,8 kvadratkilometer. Det finns inga avrinningsområden uppströms utan avrinningsområdet är högsta punkten. Valån (Kärmälven) som avvattnar avrinningsområdet har biflödesordning 3, vilket innebär att vattnet flödar genom totalt 3 vattendrag innan det når havet efter 312 kilometer. Avrinningsområdet består mestadels av skog (72 procent). Avrinningsområdet har 1,07 kvadratkilometer vattenytor vilket ger det en sjöprocent på 15,7 procent.